# Sammy Corporation
Sammy Corporation (japanska: 株式会社サミー Hepburn: Kabushiki Gaisha Samī?) är en ledande utvecklare och återförsäljare av pachinko och pachislot-system i Japan som grundades den 1 november 1975 som Sammy Industry (サミー産業 Kabushiki Gaisha Samī Sangyō?). Företaget är också känt för att publicera ett mindre antal datorspel som Guilty Gear, The Rumble Fish och Survival Arts-serien kampspel. 2004 slogs de samman med Sega för att bilda ett nytt holdingbolag som heter Sega Sammy Holdings Inc. Alla datorspelverksamheterna överfördes till Sega.

### Fotnoter
1. ↑  hämtat från: engelskspråkiga Wikipedia.[källa från Wikidata]